# 岡部長景
岡部 長景（おかべ ながかげ、1884年〈明治17年〉8月28日 - 1970年〈昭和45年〉5月30日）は、昭和初期の日本の外交官、政治家、文部大臣、外務・宮内官僚。子爵。

## 経歴

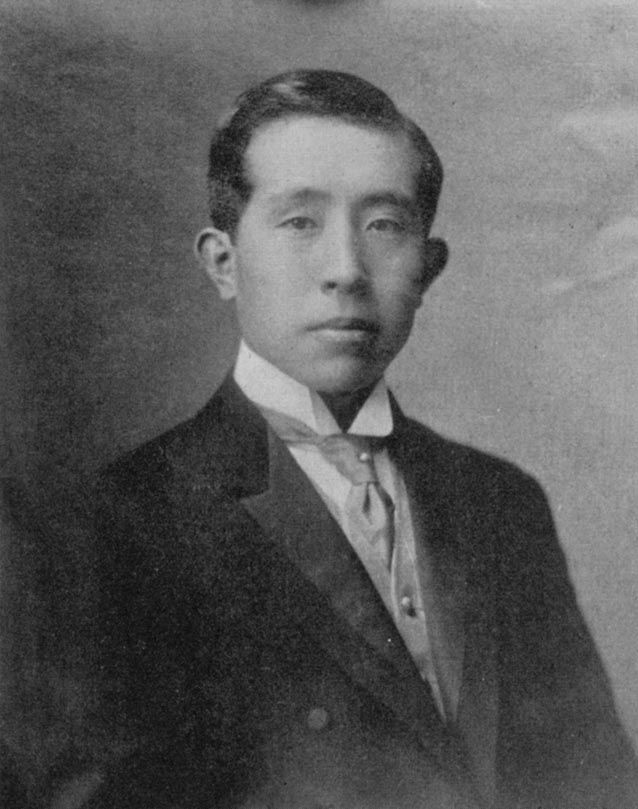
岡部長景（1913年頃）

子爵岡部長職の嫡男として東京に生まれる。父の死去に伴い、1926年3月15日、子爵を襲爵した。
学習院初等科、学習院中等科、学習院高等科から東京帝国大学卒業。外務省に入省。米国官補。文化事業部長の後、宮内省に転じ、内大臣秘書官長。1930年貴族院議員、宮内省式部次長、陸軍政務次官、大政翼賛会総務。1939年大日本吹奏樂聯盟(現全日本吹奏楽連盟)初代会長に選出され翌1940年第1回全日本吹奏樂競演会 紀元二千六百年奉祝 集団音楽大行進並大競演会(現全日本吹奏楽コンクール)を開催。1943年東條英機内閣で文部大臣を務め、学徒勤労動員を実施した。
終戦後の1945年12月2日、連合国軍最高司令官総司令部は日本政府に対し菊池を逮捕するよう命令（第三次逮捕者59名中の1人）。巣鴨拘置所に戦犯容疑で22ヵ月勾留されたが不起訴となり釈放。
その後公職追放される。
講和後は東京国立近代美術館初代館長、国際文化振興会理事長（国際連盟脱退直後の1934年に設立した、日本で最初の国際文化交流事業のための機関で、現在は国際交流基金）に就いた。
1962年（昭和37年）10月、岸和田市名誉市民の称号を贈られる。
墓所は岸和田市泉光寺。

## 栄典
- 1911年（明治44年）8月24日 - 勲六等瑞宝章[7]
- 1940年（昭和15年）8月15日 - 紀元二千六百年祝典記念章[8]

## 人物
- 貴族院議員達とゴルフを通じて交流することが多かった。主な交流相手は三井弁蔵と長景の妹の栄子夫妻。他に織田、黒木、西尾などの名前が彼の日記からは出てくるが、これらは織田信恒、黒木三次、西尾忠方らだと考えられている。

## 家族・親族
父・岡部長職は和泉岸和田藩の第13代（最後）の藩主。実弟には元朝日新聞社社長・村山長挙、昭和天皇侍従を務めた岡部長章がいる。
母親は長職の先妻青山錫子。郡上八幡藩藩主青山幸哉の子で、長景が3歳の時に死別している。兄弟姉妹は13人おり、同腹の姉の清子（すがこ）に錘子（まさこ）、異母弟妹は11人で、長剛（ながたけ）、長挙（ながたか）、栄子（さきこ）、豊子（とよこ）、長世（ながよ）、盈子（みつこ）、長量（ながかず）、久子（ひさこ）、長建（ながたつ）、長伸（ながのぶ）、長章（ながあきら）である。
長景の妻・悦子は加藤高明の長女で東京女子高等師範学校附属高等女学校を卒業した。悦子との間に息子長衡（東京帝国大学工学部卒業後軍人）。加藤高明の妻・春路（悦子の母）は三菱財閥の創業者・岩崎弥太郎の長女であり、長景の末弟・長章の妻は岩崎輝弥（岩崎弥之助の三男）の長女・妙子。岡部家は三菱の創業者一族・岩崎家と二重の姻戚関係を持っているといえる。孫には長忠と長義がいる。曾孫には長智(長忠の長男)と長親(長忠の次男)がいる。

## 文献
- 『岡部長景日記 昭和初期華族官僚の記録』（尚友倶楽部編、柏書房、1993年）
- 『岡部長景巣鴨日記 附岡部悦子日記、観堂随話』（尚友倶楽部史料調査室ほか編、芙蓉書房出版、2015年）
- 『岡部悦子日記』（尚友倶楽部編・君塚直隆解説、芙蓉書房出版、2023年）、在英期の日記